# Widow Champion
Widow Champion ist ein kenianischer Dokumentarfilm unter der Regie von Zippy Kimundu aus dem Jahr 2024. Der Film konnte im Juni 2024 seine Premiere auf dem Tribeca Film Festival und im Mai 2025 beim DOK.fest München 2025 seine deutsche Premiere in der Reihe Empowered feiern.

## Handlung
Rodah Nafula Wekesa ist eine Witwe aus dem ländlichen Kenia. Die Familie ihres verstorbenen Mannes bemächtigte sich des Grundstücks, auf dem das Ehepaar gelebt hatte. Doch die Witwe kämpft einen langen, letztlich erfolgreichen Kampf um ihr Recht auf ein Heim.
Darüber hinaus gründete sie die Selbsthilfegruppe Kelin mit einem Monatsbeitrag von 40 Cent und berät und unterstützt sie Frauen in einer ähnlichen Situation. Im Film ist eines der Treffen zu sehen.
Betroffene Frauen besucht Rodah Nafula Wekesa zu Hause. So lässt sie sich zum Beispiel 2019 von Mary aus dem Distrikt Ahero deren Situation schildern, die nach einer glücklichen Ehe und dem Tod ihres Mannes von ihrem Schwager Dickson vertrieben worden war. Rodah Nafula Wekesa sucht Dickson auf und versucht zu vermitteln. Er behauptet, Mary habe seinen Bruder ermordet, es sei Hexerei im Spiel gewesen; nicht er habe sie vom Land vertreiben wollen, sie sei aus freien Stücken gegangen. Dicksons Frau hat nichts gegen Marys Rückkehr einzuwenden, doch Dickson lässt sich nicht darauf ein. Nach dem misslungenen Vermittlungsversuch vereinbart Rodah Nafula Wekesa ein Treffen der Parteien mit dem Ältestenrat, dem Luo Council of Elders. Die Vorträge der Parteien werden gehört. Die Ältesten erreichen, dass Dickson Mary und ihren Kindern das Wohnen in einem seiner Mietshäuser erlaubt. Doch als Dickson wenig später stirbt, behauptet sein Sohn Michael, nichts von der getroffenen Übereinkunft zu wissen. Seine Frau Susan droht zu gehen, falls er Mary die Rückkehr erlaube. Erneut arrangiert Rodah Nafula Wekesa ein Treffen der Parteien mit dem Ältestenrat. Dieser erklärt die Rechtslage: Da Michael nichts Gegenteiliges in Schriftform vorlegen könne, sei Mary die Eigentümerin. Michael willigt ein, Mary ein Baugrundstück zur Verfügung zu stellen. Doch wenig später erkrankt diese an Krebs, ohne ein Haus zu haben. Rodah Nafula Wekesa versammelt Frauen, die Mary nicht nur zum Arzt fahren, sondern auch für den Bau eines Hauses für sie sorgen. Wenig später stirbt Mary. Nun wohnt ihre Tochter im Haus, nimmt bauliche Verbesserungen vor und kann sich durch Vermietung eine Existenzgrundlage schaffen.
Rodah Nafula Wekesa erhält am Ende des Films die Eigentumsurkunde, um die sie seit 2010 gekämpft hat. Sie ist die Widow Champion, nach der der Film benannt ist.

## Sachlicher Hintergrund
Im Abspann erfährt das Publikum die sozialen und politischen Hintergründe des Films:
Ehefrauen leben im ländlichen Kenia normalerweise mit der Familie ihres Ehemannes zusammen auf einem Grundstück. In ihrer Herkunftsfamilie dagegen haben sie kein Recht auf ein Haus. Wie die Ältesten im Film sagen, spricht bei den Luo grundsätzlich das Gesetz einer Witwe das Recht auf das Erbe zu, nicht den Kindern. Ursprünglich war nach den Traditionen eine Unterstützung der Witwe durch die Familie des Mannes vorgesehen, doch in der Gegenwart benutzt diese oft die traditionellen Regelungen, um sich des Besitzes der Witwe zu bemächtigen und sexuelle Ansprüche auf die Frau geltend zu machen. Die Traditionen widersprechen den rechtlichen Regelungen: Die Brüder des Verstorbenen „erben“ die Witwe, sie ist ihnen ausgeliefert. Die AIDS-Sterblichkeitsrate ist gerade unter Männern hoch. Dies, so eine Protagonistin im Film, hat mit dem sogenannten „Vererben“ von Ehefrauen zu tun. 8 Millionen der 53 Millionen Einwohner Kenias Witwen sind. 90 Prozent dieser Witwen haben kein Testament ihres Mannes oder Eigentumsurkunden, mit denen sie ihre Ansprüche auf Grundstücke beweisen können. Das mangelhafte Schriftwesen im Grundbuchwesen Kenias und der schlechte bauliche Zustand der Ämter stellen die Frauen oft vor große Hindernisse. Brände können ihre jahrelangen Bemühungen zunichtemachen, wenn – wie bei einem Beispiel im Film – die Akten vom Feuer vernichtet werden.
Im Film wird angeregt, Töchtern auch für die Zeit nach der Heirat ein Heimatrecht in der Herkunftsfamilie zu erhalten.

## Produktion

### Filmstab
Regie führte Zippy Kimundu. Die Kameraführung lag in den Händen von Steve Ruiyi und Zippy Kimundu und für den Filmschnitt waren Jordana Berg, Franki Ashiruka und Sérgio Bloch verantwortlich. Für den Ton war Edwin Odhiambo zuständig.

### Produktion und Förderungen
Produziert wurde der Film von Zippy Kimundu und Heather Courtney. Produktionsfirma war Afrofilms International.

### Dreharbeiten und Veröffentlichung
Seine Weltpremiere feierte der Film auf dem Tribeca Film Festival im Juni 2024, im Mai 2025 folgte beim DOK.fest München 2025 die deutsche Premiere in der Wettbewerbsreihe Empowered.

## Auszeichnungen und Nominierungen
- 2024: Tribeca Film Festival, New York
- 2025: DOK.fest München 2025: Nominierung in der VIKTORIA DOK.horizonte Competition – Cinema of Urgency